# Sprekershuys
Sprekershuys is een Nederlands bureau voor sprekers en dagvoorzitters, gevestigd in Utrecht. Het bureau bemiddelt tussen sprekers, moderators en organisaties voor zakelijke en maatschappelijke evenementen in binnen- en buitenland. Via het platform zijn meer dan vijfhonderd sprekers actief uit onder meer het bedrijfsleven, de wetenschap, de media en de cultuursector.  

## Geschiedenis
Sprekershuys werd in oktober 2013 opgericht door Crijn Janssen, Remco van Nieuwenhoven en Maartje IJzerman. Het bureau positioneerde zich in de beginjaren als een challenger in de Nederlandse sprekersmarkt, met nadruk op transparantie en persoonlijke aandacht.  

### Ontwikkeling en uitbreiding
In 2021 werd YOU Agency toegevoegd, een management- en positioneringsbureau voor mediatalenten zoals presentatoren en dagvoorzitters. In hetzelfde jaar opende het bedrijf ook Studio Werkspoor, een modulaire opname- en productiestudio in de Werkspoorkathedraal Utrecht, bedoeld voor webinars, livestreams, podcasts en videoproducties.
Op 4 juni 2025 werd bekend dat Quality Bookings, een sprekers- en entertainmentbureau, werd geïntegreerd binnen de structuur van Sprekershuys. Beide merken behouden hun eigen naam maar opereren binnen één organisatie.  

## Vermeldingen en waardering
MT/Sprout omschreef het bureau als "innovatief" en vermeldde dat het sinds de oprichting circa 175 'huysgenoten' had aangetrokken.
In september 2023 vierde Sprekershuys het tienjarig bestaan. Volgens het vakmedium Event Inspiration had het bedrijf in die periode een vaste positie verworven binnen de Nederlandse sprekersmarkt.

## Activiteiten en labels
Sprekershuys bemiddelt voor sprekers en dagvoorzitters en ondersteunt organisaties bij de inhoudelijke en programmatische invulling van evenementen. Het bedrijf werkt onder meerdere labels:  
- Sprekershuys – bemiddeling voor sprekers en dagvoorzitters.
- YOU Agency – begeleiding van mediatalenten op het gebied van strategie, zichtbaarheid, content en pr.[2]
- Studio Werkspoor – faciliteit voor technische productie en opnames.[3]
- Quality Bookings – sprekers, entertainers en operationele ondersteuning zoals logistiek en communicatie.[4]